# Thomas von Brady
Thomas svobodný pán von Brady (1752 Cootehill, Irské království – 1827 Vídeň, Rakouské císařství) byl rakouský polní zbrojmistr irského původu.
Narodil se v irském městečku Cootehill. Do rakouské armády vstoupil v šestnácti letech do pěšího pluku Pallavicini. Za rakousko-turecké války v roce 1788 byl povýšen na hejtmana a získal post ve štábu generála Laudona. Ještě téhož roku v srpnu se vyznamenal při obléhání Dubice, svou statečnost dokázal i u Bosanské Novi, kde se jako jeden z dobrovolníků pokusil dobýt tuto pevnost. Za tyto činy byl povýšen na majora a obdarován Vojenským řádem Marie Terezie.
Za války první koalice sloužil jako plukovník pěšího pluku č. 55 Murray v armádě generála Latoura. V červnu 1796 bránil Frankfurt nad Mohanem proti útokům generála Klébera. Vzdal se až poté, co vyjednal čestnou kapitulaci svých čtyř praporů. Ještě v roce 1796 dosáhl na hodnost generálmajora. Zúčastnil se v čele brigády závěrečné části italské kampaně. Po válce se roku 1799 stal vojenským velitelem města Kotor. Byl povýšen na podmaršálka a zastal funkci velitele divize v Čechách. Následně byl roku 1803 jmenován guvernérem Dalmácie. V roce 1807 se stal tajným císařským radou. V roce 1809 byl znovu povolán do války, tentokráte velel divizi v II. rakouském sboru. Zúčastnil se bitvy u Aspern i u Wagramu. Poté roku 1810 odešel do výslužby. Zemřel ve Vídni roku 1827.